# Viking Line
Viking Line  — фінська приватна судноплавна холдингова компанія зі штаб-квартирою в Марієгамні на Аландських островах, що надає послуги з перевезення вантажів та пасажирів морським флотом. Є одним з лідерів з поромних перевезень у Північній Європі.
Компанія заснована 1959 року капітаном Гуннаром Еклундом як «Rederi AB Vikinglinjen». Має один з найбільших у Північній Європі флот поромів та ролкерів. Є оператором регулярних поромних маршрутів у Скандинавії та Балтії.